# 库蒂雷勒
库蒂雷勒（法語：Couturelle，法語發音：[kutyʁɛl]）是法国上法蘭西大區加来海峡省的一个市镇，属于阿拉斯区。

## 地理
库蒂雷勒（50°12'31"N, 2°30'0"E）面积2.1 平方千米，位于法国上法蘭西大區加来海峡省，该省份为法国北部沿海省份，西北濒北海，南至索姆省，东临北部省。
与库蒂雷勒接壤的市镇（或旧市镇、城区）包括：库勒蒙、索尔蒂、安贝尔库尔、吕舍。

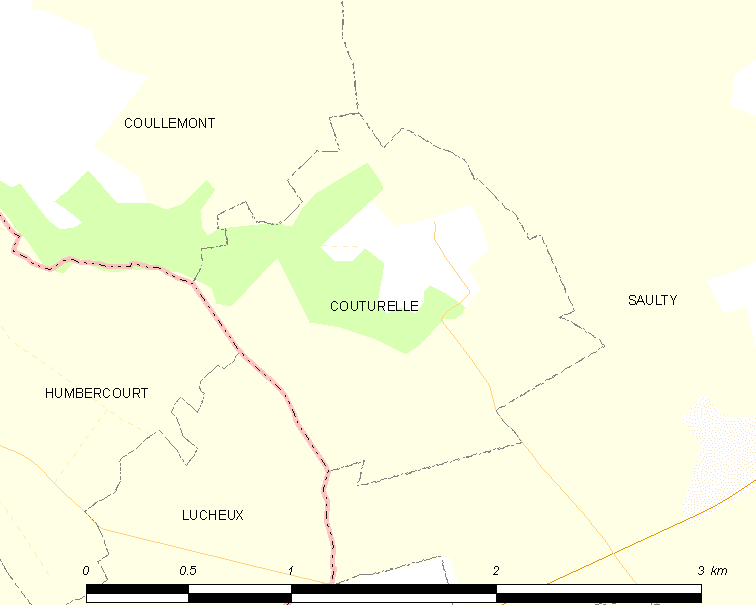
库蒂雷勒的OSM定位图

库蒂雷勒的时区为UTC+01:00、UTC+02:00（夏令时）。

## 行政
库蒂雷勒的邮政编码为62158，INSEE市镇编码为62253。

## 政治
库蒂雷勒所属的省级选区为阿韦讷勒孔特县。

## 人口

1962-2008年间库蒂雷勒人口变化图示

库蒂雷勒于2022年1月1日时的人口数量为76人。